# Schefflera quinquecarinata
Schefflera quinquecarinata är en araliaväxtart som beskrevs av Julian Alfred Steyermark. Schefflera quinquecarinata ingår i släktet Schefflera och familjen araliaväxter. Inga underarter finns listade.